# Bijzonder onderwijs

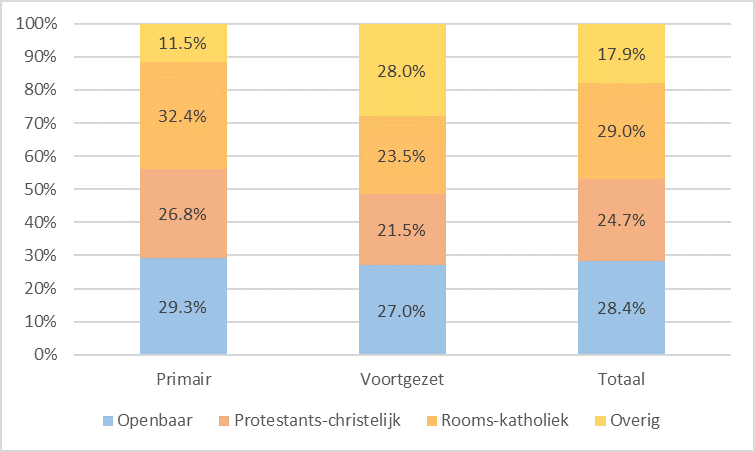
Percentages van de denominaties in het onderwijs in Nederland in 2020.

Het bijzonder onderwijs is een onderwijsorganisatievorm in Nederland voor scholen met een specifieke religieuze, levensbeschouwelijke of pedagogische grondslag. Een dergelijke school wordt niet bestuurd door de overheid maar door een stichting of een vereniging opgezet door particulieren of levensbeschouwelijke instanties, waarbij de bekostiging via de overheid plaatsvindt.
Het bijzonder onderwijs kan onderverdeeld worden in confessioneel bijzonder onderwijs (op religieuze of levensbeschouwelijke basis) en algemeen bijzonder onderwijs. Van ouders wordt verwacht dat zij de visie en uitgangspunten van de school (de grondslag) onderschrijven. Sommige bijzondere scholen vinden het voldoende als de ouders de grondslag respecteren. In 2020 bezochten 71,56% van de leerlingen een bijzondere school voor Primair of Voortgezet Onderwijs tegenover 28,44% van de leerlingen een openbare school.
Het bijzonder onderwijs bestaat naast het openbaar onderwijs: onderwijs dat uitgaat van en bestuurd wordt door een overheid, vaak een gemeente.
Bijzonder onderwijs wordt soms verward met speciaal onderwijs (in Vlaanderen het buitengewoon onderwijs), onderwijs aan kinderen die vanwege leer- of gedragsproblemen, vanwege lichamelijke, zintuiglijke of verstandelijke handicaps of door gedragsstoornissen extra zorg op school nodig hebben.

## Bijzonder onderwijs op religieuze of levensbeschouwelijke basis
Dit onderwijs wordt gegeven op religieuze of levensbeschouwelijke basis, zoals:
- Christelijk onderwijs
  - Katholiek onderwijs: het katholiek onderwijs wordt geregeld door het Algemeen Reglement voor het Katholiek Onderwijs (ARKO).[2] Hierin wordt ook de bevoegdheid van de Nederlandse Katholieke Schoolraad (NKSR)[3] geregeld.
  - Protestants onderwijs
    - Algemeen "Christelijk" onderwijs
    - Evangelisch onderwijs
    - Reformatorisch onderwijs
    - Gereformeerd onderwijs
      - Gereformeerd Vrijgemaakt onderwijs

  - Interconfessioneel onderwijs
- Hindoeïstisch onderwijs
- Islamitisch onderwijs
- Joods onderwijs
- Humanistisch onderwijs[4]

## Algemeen bijzonder onderwijs
Naast onderwijs op religieuze basis, bestaat er neutraal algemeen bijzonder onderwijs, vergelijkbaar met openbaar onderwijs. Een school op algemeen bijzondere grondslag is een openbare school met een eigen bestuur. Vroeger waren alle overheidsscholen openbare scholen. Met de komst van de algemeen bijzondere scholen is dat veranderd. Inmiddels vallen alle scholen in Nederland onder bestuursstichtingen. Ook het openbaar onderwijs is inmiddels niet meer strikt een overheidsaangelegenheid. Alle scholen die voldoen aan de accreditatie-eisen van de overheid, worden door de overheid bekostigd. Alle scholen, ongeacht of ze bijzonder, algemeen bijzonder of openbaar zijn, bieden onderwijs dat georganiseerd is op basis van een onderwijskundige methode:
- Methodisch klassikaal
- Daltononderwijs
- Democratisch onderwijs
- Ervaringsgericht onderwijs
- Freinetonderwijs
- Iederwijs
- Jenaplanonderwijs
- Montessorionderwijs
- Ontwikkelingsgericht onderwijs
- TOM-onderwijs: Team Onderwijs op Maat
- Van der Huchtonderwijs
- Vrijeschoolonderwijs

Bijzondere scholen kunnen ook een religieuze én een onderwijskundige grondslag hebben. Daarnaast kunnen openbare scholen ook een onderwijskundige grondslag hebben. Ook is het mogelijk dat confessioneel-bijzondere scholen en openbare scholen bepaalde aspecten van onderwijskundige ideeën toepassen in hun onderwijs zonder daarmee zichzelf te bestempelen als een school voor algemeen bijzonder onderwijs.
De nutsscholen bieden neutraal algemeen bijzonder onderwijs, vergelijkbaar met openbaar onderwijs. Ze zijn opgericht door de Maatschappij tot Nut van 't Algemeen terwijl het openbaar onderwijs vroeger door de overheid zijn gesticht.

## Geschiedenis

### 1806–1920
Voor 1917 werden de bijzondere scholen niet volledig door de overheid gefinancierd. Daar kwam in dat jaar verandering in als gevolg van de schoolstrijd. In artikel 23 van de Nederlandse grondwet werd toen vastgelegd dat bijzondere scholen recht hebben op dezelfde financiële steun van de overheid als openbare scholen.
Als gevolg van de grondwetswijziging van 1917 kwam in 1920 de nieuwe Lager onderwijswet tot stand. Hierin is de financiële gelijkberechtiging verder uitgewerkt.
De vrijheid van onderwijs en de financiële gelijkstelling tussen openbaar onderwijs en bijzonder onderwijs is gebaseerd op artikel 23 van de grondwet.
De vrijheid van onderwijs staat in artikel 23 lid 2. De financiële gelijkstelling van openbare en bijzondere scholen staat in artikel 23 lid 6 en lid 7. De inhoud van artikel 23 staat op het punt van de financiële gelijkstelling soms ter discussie.

### 1920–heden
Na de aanname van de Lager Onderwijswet van 1920 explodeerde het aantal bijzondere scholen: overal in Nederland werden nieuwe bijzondere scholen opgericht of bestaande kleine scholen uitgebreid. Het openbaar onderwijs werd in de verdediging gedrukt: voorheen waren veel klassen overvol, maar na 1920 raakten ze steeds leger en moesten ze reclamecampagnes voeren om leerlingen te behouden; verschillende openbare scholen gingen ten onder door de felle concurrentie van christelijke scholen. In 1876 was nog 76% van de scholen openbaar; dat nam af tot ongeveer een derde in de jaren 1930 en tot ongeveer 25% in 2017.

## Discussiepunten

### Financiële gelijkstelling
De grondwettelijke financiële gelijkstelling van bijzonder en openbaar onderwijs in Nederland is uniek in de wereld. De overheid geeft alle ouders op grond van hun religie de onbelemmerde vrijheid om hun kinderen het onderwijs te geven zoals hun ouders dat willen, zonder dat de overheid zich mag bemoeien met de religieuze grondslag van de school, maar wel enkele kwaliteitseisen mag stellen. In 2003 is een politieke discussie ontstaan, mede door de oprichting van islamitische scholen, of deze financiële gelijkstelling wel gehandhaafd moet blijven. Hierbij gaat het voornamelijk over de vraag of het bestaan van het bijzonder onderwijs in het algemeen en islamitische scholen in het bijzonder wel of niet afbreuk doet aan de integratie van allochtonen in de Nederlandse samenleving. Deze discussie betreft vooral scholen op Salafistische basis.

### Homoseksualiteit

#### Onderwijs over homoseksualiteit
Sinds 1 februari 2006 zijn basisscholen verplicht om burgerschapsonderwijs (of burgerschapsvorming) te geven (Wet op het primair onderwijs, artikel 8 lid 3). Er is in de loop der jaren echter onduidelijkheid gebleven over wat en hoe dat precies gegeven moet worden, waarop Minister van Onderwijs Arie Slob in juni 2018 aangaf een aanvullende wet burgerschapsvorming te willen invoeren. Na verscheidene ontwikkelingen spitste de discussie rondom het wetsvoorstel zich in de zomer van 2020 vooral toe op de vraag op welke manier orthodoxe scholen met een christelijke, joodse en islamitische achtergrond moeten omgaan met homoseksualiteit. Sommige van deze scholen meenden hun leerlingen namelijk vanuit de religieuze signatuur van de school te mogen onderwijzen dat homoseksualiteit 'verderfelijk' is, maar volgens Slob strookte dat niet met het verbod op 'discriminatie op grond van seksuele oriëntatie, genderidentiteit en genderexpressie' (Artikel 1 Grondwet). Anderzijds mogen scholen vanwege de vrijheid van onderwijs (Artikel 23 Grondwet) wel 'openlijk uitdragen (...) dat het hebben van een homoseksuele relatie niet strookt met een leefwijze die de school passend acht vanuit de godsdienstige overtuiging van de school.'

#### Homoseksualiteit van docenten
In 2010 werd de "enkele feit"-constructie geschrapt uit de Algemene wet gelijke behandeling, waardoor een religieuze school een docent niet meer mag ontslaan vanwege diens homoseksuele gerichtheid.

#### Homoverklaringen van ouders
Op 9 november 2020 ontstond er ophef toen Minister van Onderwijs Arie Slob (ChristenUnie) in een Tweede Kamerdebat zei dat reformatorische scholen het recht hebben om aan ouders van leerlingen te vragen om een verklaring te tekenen dat zij homoseksualiteit afwijzen. Dit recht zou volgens Slob voortvloeien uit de vrijheid van onderwijs en de vrijheid van godsdienst. Een Kamermeerderheid nam een motie aan om de homoverklaringen af te schaffen omdat deze de veilige schoolomgeving voor leerlingen ernstig zouden ondermijnen. De volgende dag werd Slob in de ministerraad teruggefloten door die drie andere coalitiepartijen (VVD, CDA en D66), waarna hij zei dat de wetgeving diende te worden aangepast.

### Weigerrecht of acceptatieplicht?
In de 21e eeuw was er jarenlange discussie over of scholen hun weigerrecht mogen houden, namelijk het recht hebben om kinderen te weigeren vanwege hun religie (dat wil zeggen, de religie van hun ouders is anders dan die van de school), of dat scholen acceptatieplicht dienden in te voeren, namelijk de plicht om alle kinderen die door hun ouders erheen gestuurd worden accepteren ongeacht verschil in religie. Een deel van de scholen op religieuze grondslag bleek stelselmatig te discrimineren door kinderen van ouders van andere gezindten te weren. Enerzijds leidde dat ertoe dat in krimpregio's ouders hun kinderen nergens kwijt konden wanneer de enige overgebleven school in de buurt bijvoorbeeld een protestants-christelijke school was. Anderzijds stimuleerde het weigerrecht segregatie: kinderen van verschillende achtergronden mengden niet met elkaar en leerden elkaar niet kennen. Met name kinderen met een migratiegrond werden vaak geweigerd en daardoor werd hun integratie in de samenleving bemoeilijkt. Sinds 2002 probeerden seculiere partijen zoals PvdA, D66, VVD, GroenLinks en SP een acceptatieplicht in te voeren, terwijl christelijke partijen zoals CDA, ChristenUnie en SGP het weigerrecht probeerden te handhaven. Er zijn meerdere keren moties aangenomen in de Tweede Kamer voor de invoering van een acceptatieplicht, voor het laatst op 17 november 2020, maar deze moties zijn nooit uitgevoerd door de regering door weerstand van christelijke coalitiepartijen.

### Toekomst
In januari 2017 pleitte de ChristenUnie ervoor om al het resterende openbaar onderwijs af te schaffen en te vervangen door 100% bijzonder onderwijs. Daartegenover staan verschillende groepen en individuen die menen dat juist al het bijzonder onderwijs moet worden afgeschaft, grondig hervormd of in de huidige vorm gehandhaafd moet worden.